# Allie McGuire
Alfred C. McGuire, detto Allie (New York, 10 luglio 1951), è un ex cestista statunitense, professionista nella NBA. È il figlio di Al McGuire e il nipote di Dick McGuire.

## Carriera
Venne scelto al terzo giro del Draft NBA 1973 (49ª scelta assoluta) dai New York Knicks. Giocò due partite con i Knicks segnando 4 punti, prima di essere tagliato il 23 ottobre 1973.

## Palmarès
- Campione NIT (1970)